# Cerveseria Tecate
Cerveseria Tecate S.A. (el nom complet del qual era Companyia Cervesera de Tecate S.A.) va ser una empresa cervesera mexicana que es va inaugurar en 1944 al poblat de Tecate Baixa Califòrnia, la qual va ser la primera cervesa en llauna de Mèxic i adquirida en 1954 per Cervecería Cuauhtémoc de la Monterrey N.L., la qual va adquirir els drets i marca Tecate. i van projectar i desenvolupar la marca a nivell nacional, caracteritzant-se per la innovació en els seus empaquetatges.

## Antecedents
El poblat de Tecate Baixa Califòrnia, va ser fundat en 1888, situat entre Mexicali i Tijuana, sent frontera entre Mèxic i Estats Units, per la qual cosa comptava amb la seva duana fronterera establerta en 1914, i un Ferrocarril Inter-califòrnia que unia a San Diego, Califòrnia. amb Yuma, Arizona. Sent part de la ruta les ciutats de Tijuana i Mexicali així com la Vall de Mexicali la qual tenia una estació a aquest poblat de Tecate, on l'activitat inicial era l'activitat primària tant ramadera com agrícola; també compta amb l'aqüífer del Riu Tecate, amb escorrements ocasionals, mateix que només compta amb una longitud aproximada en 12 km i, flueix d'est a oest dividint la ciutat al nord i sud, permetent la perforació de pous, i el proveïment suficient per a l'economia local.
Alberto Víctor Aldrete Palacio nascut en 1892 a Ensenada, expresident municipal a Mexicali (gener-octubre de 1927, va sortir per problemes econòmics) i, que havia laborat com a empleat aduanal ia la Companyia Mexicana de l'Aigua Calenta, que era un casino a Tijuana. 1927 va fundar juntament amb Enrique Aldrete, Hebert L. Jaffe, Edward P. Baker,una empresa comercialitzadora d'insums per a cerveseries, amb el nom de "Companyia Mexicana de Malta S. de R.L." mateixa que va iniciar operacions en 1928, per a l'aprofitament de productes del Valle de M, Ensenada. En una segona emissió d'accions el 1928, va participar Abelardo L. Rodríguez, i cert capital de Fàbriques Monterrey S.A. i 3 socis més.  
Quatre eren els seus clients a Baixa Califòrnia, sent un d'ells l'Aztec Brewering, i Cerveseria Mexicali, a qui els venia malt i llúpol creixent la seva cartera de clients fins que, el 1937, l'empresa proveïa el 75% de la malta consumida a Mèxic i el 50% de la seva producció era venuda a cervesa.
El 13 de gener de 1939 van iniciar treballs per construir un molí olier el que Aldrete va anomenar “Companyia d'Olis Vegetals de Tecate S.A” en què produïen pasta de coco, amb matèries primeres de Filipines, llavor de cotó ajonjolí i llinosa de la Vall de Mexicali, que una vall de Mexicali. La llei va modificar les seves condicions aranzelàries, per la qual cosa l'empresa va haver de modificar la seva funció.

## L'empresa cervesera
El 1944 va adquirir per a la cerveseria, l'edifici construït el 1929 que havia estat la fàbrica d'oli vegetal i als Estats Units van comprar maquinària de segona mà i van establir l'empresa "Companyia Cervesera de Tecate S.A". El 1947 ja produïa 700.000 hectolitres, molts d'ells eren exportats al continent asiàtic. L'empresa va instal·lar a més dins del complex industrial les filials, "Gaseosas Lime Cola, SA", i "Embotelladora Tecate, SA", i una planta generadora d'energia elèctrica per al consum propi.  L'empresa va començar a tenir seriosos problemes financers, per la qual cosa el Banc Nacional de Mèxic va assumir el deute i posteriorment el control de l'empresa. El 1946 al 47 Alberto Aldrete va sumir com a governador del territori de Baixa Califòrnia.
La cerveseria Mexicali va denunciar que el Governador Aldrete havia creat un impost a la venda de la cervesa de la qual estava exempta la cerveseria Tecate, propietat del governador, queixa que va arribar al president de la república Miguel Alemán Valdés. El 14 de maig de 1948, fora ja Aldrete del govern, van poder arribar a un acord.   
El 1953, la Cerveseria Tecate llança al mercat la presentació de cervesa en llauna metàl·lica per primera vegada a Mèxic per primera vegada a Mèxic.
El 1954, la Cerveseria Tecate va passar a formar part del grup cerveser del Grup Cerveser Cuauhtémoc, originari de Monterrey, Nou León. El 1957 surt la llauna de cervesa obre fàcil. Aquesta cerveseria va establir les bases per a la producció de cervesa 100% mexicana. La marca Tecate s'ha posicionat com la 2a marca més important a Mèxic.

## Actualment
La cerveseria Tecate és un lloc històric local, que ofereix per al Poble Màgic en els seus recorreguts guiats per les seves instal·lacions on es pot observar, el museu de la cervesa, i degustar la cervesa i passejar pels jardins que adornen la seva planta. Aquí podrà veure la manera com es produeixen 20 milions de litres de cervesa mensuals, en 24 tancs de capacitat aproximada de 900,000 litres i on s'arriben a empacar 4,000 pots de cervesa per minut.
L'empresa ha continuat funcionant per a la posteritat com a part del grup, i la marca va ser impulsada fins a assolir ser la segona nivell nacional des de fa molts anys.